# Иордан, Ольга Генриховна
О́льга Ге́нриховна Ио́рдан (5 [18] мая 1907, Санкт-Петербург — 27 мая 1971, Ленинград) — советская артистка балета и педагог и балетмейстер, солистка Ленинградского театра оперы и балета им. Кирова. Заслуженная артистка РСФСР (1939). Заслуженный деятель искусств Киргизской ССР (1956).

## Биография
Мать Ольги, Ираида Ивановна Осечкина, происходила из купеческой семьи средней руки. Отец, Генрих Вильгельмович Иордан, — обрусевший немец — был госслужащим. Ираида Ивановна рано овдовела и своих дочерей — Ольгу и Лидию — вырастила практически одна.
Единоутробный брат — В. И. Осечкин (1888—1941/42), советский инженер, боксёр. Создатель самобытной школы бокса. Племянники О. Г. Иордан — Всеволод (род. 1933) и Елена (род. 1934).
В 1926 году Ольга окончила Ленинградский хореографический техникум по классу Агриппины Вагановой. На экзаменационном спектакле выступала в главной партии в возобновлённом балете Мариуса Петипа «Талисман»
Была принята в балетную труппу Государственного театра оперы и балета, где танцевала с 1926 по 1950 год. Классическая балерина, Иордан обладала развитой техникой, её исполнение отличалось бравурной эффектностью, широтой и смелостью, в то же время было музыкальным и психологически содержательным. Экспрессивный, порывистый, широкий, полный жизненной силы, танец Иордан поражал сверкающей техникой, отточенностью движений, неожиданностью акцентов. Сочетала технику партерных и воздушных движений: поток стремительных вращений, сложных комбинаций, проделанных в головокружительном темпе, сменяли лёгкие, воздушные прыжки. При этом её танец всегда был чётко, даже остро и резко очерчен.
Танцевала разнообразный классический и современный репертуар. Лучшими партиями считаются Одиллия, Раймонда и Китри. Была первой исполнительницей партий Дивы и Жанны в балетах Василия Вайнонена «Золотой век» (1930) и «Пламя Парижа» (1932) и партии Заремы в балете Ростислава Захарова «Бахчисарайский фонтан» (1934).
В годы блокады Ленинграда, в 1942—1944 годах возглавляла балетный коллектив, где поставила свои редакции классических балетов «Эсмеральда», «Шопениана» и «Конёк-Горбунок», а также исполнила в них ведущие партии.
В 1944 году, после снятия блокады, вернулась в труппу Кировского театра, оставалась ведущей солисткой. Оставила сцену в 1950 году.
Преподавала классический танец в ленинградском (в 1939—1940 и с 1946) и московском хореографических училищах.
Семья:
Первый муж — художник — декоратор Дмитирий Зеленков(потомок знаменитой семьи Бенуа — Лансере).
Второй муж — оперный певец И. А. Нечаев.

## Репертуар
- «Талисман», спектакль Ленинградского хореографического техникума
- 26 октября 1930 — Дива*, «Золотой век», хореография В. Вайнонена (Комсомолка — Галина Уланова, Западная комсомолка — Ольга Мунгалова, Фашист — Борис Шавров, Ангел мира — Алла Шелест)
- 7 ноября 1932 — Жанна*, «Пламя Парижа», хореография В. Вайнонена (Жером — Вахтанг Чабукиани, Мирейль де Пуатье — Наталия Дудинская, Тереза — Нина Анисимова, Мистраль — Константин Сергеев)
- 1933 — Одетта и Одиллия, «Лебединое озеро», хореография М. Петипа и Л. Иванова
- 28 сентября 1934 — Зарема*, «Бахчисарайский фонтан», хореография Р. Захарова (Мария — Галина Уланова, Гирей — Михаил Дудко)[4]
- 1940 — Панночка, «Тарас Бульба» на музыку Соловьева-Седого, хореография Ф. Лопухова
- Раймонда, «Раймонда», хореография М. Петипа
- Китри, «Дон Кихот», хореография М. Петипа и А. Горского
- Никия и Гамзатти, «Баядерка», хореография М. Петипа
- Сванильда, «Коппелия»
- фея Бриллиантов и принцесса Флорина, «Спящая красавица», хореография М. Петипа
- Лауренсия, «Лауренсия», хореография В. Чабукиани
- Тао Хоа, «Красный мак»
- Катерина, «Каменный цветок»
- Смеральдина, «Пульчинелла» И. Стравинского
- Сильфида, «Шопениана»** на музыку Шопена, хореография М. Фокина
- Эсмеральда, «Эсмеральда»**
- Царь-девица, «Конёк-Горбунок»**, хореография М. Петипа
- Медора, «Корсар», хореография М. Петипа
- 1945 — "Мадлена*, «Итальянское каприччио»** на музыку П. И. Чайковского
- 1947 — Дева-краса*, «Весенняя сказка» (1947) на музыку П. И. Чайковского, хореография Ф. Лопухова

(*) — первая исполнительница партии
(**) — балет в собственной постановке

## Постановки
- 1942—1944 — «Эсмеральда», «Шопениана», «Конёк-Горбунок»
- 1946 — «Итальянское каприччио» на музыку П. И. Чайковского, Ленинградский малый театр
- 1947 — «Лебединое озеро» П. И. Чайковского, Саратовский театр оперы и балета

## Признание и награды
- 1939 — Заслуженная артистка РСФСР
- 1939 — Орден «Знак Почёта»[7]
- 1956 — Заслуженный деятель искусств Киргизской ССР